# Tetragnatha elyunquensis
Tetragnatha elyunquensis är en spindelart som beskrevs av Alexander Petrunkevitch 1930. Tetragnatha elyunquensis ingår i släktet sträckkäkspindlar, och familjen käkspindlar. Inga underarter finns listade i Catalogue of Life.